# Torneo Rio-San Paolo 1940
Il Torneo Rio-San Paolo 1940 (ufficialmente in portoghese Torneio Rio-São Paulo 1940) è stato la seconda edizione del Torneo Rio-San Paolo.
La competizione è stata interrotta dopo che erano state disputate la metà delle partite previste e pertanto nessuna squadra è stata decretata vincitrice del torneo.

## Formula
Le 9 squadre partecipanti si affrontano in partite di andata e ritorno. Vince il torneo la squadra che totalizza più punti.
Le partite disputate tra squadre dello stesso stato sono valide anche per i rispettivi campionati statali (Campionato Carioca per le squadre di Rio de Janeiro e Campionato Paulista per quelle di San Paolo).

## Partecipanti
| Squadra         | Città          | Stato          |
| --------------- | -------------- | -------------- |
| America-RJ      | Rio de Janeiro | Rio de Janeiro |
| Botafogo        | Rio de Janeiro | Rio de Janeiro |
| Corinthians     | San Paolo      | San Paolo      |
| Flamengo        | Rio de Janeiro | Rio de Janeiro |
| Fluminense      | Rio de Janeiro | Rio de Janeiro |
| Palestra Itália | San Paolo      | San Paolo      |
| Portuguesa      | San Paolo      | San Paolo      |
| San Paolo       | San Paolo      | San Paolo      |
| Vasco da Gama   | Rio de Janeiro | Rio de Janeiro |

## Risultati
| Casa/Trasferta  | AME | BOT | COR | FLA | FLU | PAL | POR | SPA | VAS |
| --------------- | --- | --- | --- | --- | --- | --- | --- | --- | --- |
| America-RJ      |     | 3-2 | 1-2 |     | 2-2 |     |     | 3-1 |     |
| Botafogo        |     |     |     |     | 2-2 |     | 1-4 | 8-1 | 4-3 |
| Corinthians     |     | 5-2 |     |     | 2-2 | 2-0 | 1-3 |     |     |
| Flamengo        | 6-3 | 3-2 | 3-1 |     |     | 3-1 |     |     | 3-0 |
| Fluminense      |     |     |     | 2-1 |     | 5-3 |     | 3-2 |     |
| Palestra Itália | 5-1 | 4-4 |     |     |     |     |     | 3-1 | 3-3 |
| Portuguesa      | 2-2 |     |     | 1-9 | 1-5 | 0-3 |     | 2-0 |     |
| San Paolo       |     |     | 3-2 | 2-2 |     |     |     |     | 1-1 |
| Vasco da Gama   | 5-0 |     | 1-4 |     | 2-4 |     | 2-0 |     |     |

## Classifica
| Pos. | Squadra         | Pt | G | V | N | P | GF | GS | DR  |
| ---- | --------------- | -- | - | - | - | - | -- | -- | --- |
| 1.   | Flamengo        | 13 | 8 | 6 | 1 | 1 | 30 | 12 | +18 |
| 1.   | Fluminense      | 13 | 8 | 5 | 6 | 0 | 25 | 15 | +10 |
| 3.   | Corinthians     | 9  | 8 | 4 | 1 | 3 | 19 | 15 | +4  |
| 4.   | Palestra Itália | 8  | 8 | 3 | 2 | 3 | 22 | 19 | +3  |
| 5.   | Portuguesa      | 7  | 8 | 3 | 1 | 4 | 13 | 23 | -10 |
| 6.   | Botafogo        | 6  | 8 | 2 | 2 | 4 | 25 | 25 | 0   |
| 6.   | Vasco da Gama   | 6  | 8 | 2 | 2 | 4 | 17 | 19 | -2  |
| 6.   | America-RJ      | 6  | 8 | 2 | 2 | 4 | 15 | 25 | -10 |
| 9.   | San Paolo       | 4  | 8 | 1 | 2 | 5 | 11 | 24 | -13 |

## Classifica marcatori
| Gol |  |  | Giocatore              | Squadra         |
| --- |  |  | ---------------------- | --------------- |
| 11  |  |  | Leônidas               | Flamengo        |
| 9   |  |  | Segundo Villadóniga    | Vasco da Gama   |
| 8   |  |  | Pascoal                | Botafogo        |
| 8   |  |  | Teleco                 | Corinthians     |
| 7   |  |  | Carreiro               | Fluminense      |
| 7   |  |  | Juan Raúl Echevarrieta | Palestra Itália |
| 7   |  |  | Hemédio                | San Paolo       |
| 6   |  |  | Adílson                | Fluminense      |
| 6   |  |  | Lima                   | Palestra Itália |
| 5   |  |  | Guanabara              | Portuguesa      |
| 5   |  |  | Jarbas                 | Flamengo        |